# Chester Pierce
Chester Middlebrook Pierce (* 4. März 1927 in Glen Cove, Long Island, New York; † 23. September 2016) war ein US-amerikanischer Psychiater, der an der Harvard University forschte und lehrte. Er war Professor für Erziehung und Psychiatrie an Harvards Graduate School of Education und der School of Public Health’s Department of Behavioral Sciences und gehörte der Universität auch als emeritierter Professor weiter an. Fast 25 Jahre lang war er zuvor außerdem Psychiater am Massachusetts Institute of Technology (MIT).

## Leben
Aufgewachsen in einer Stadt auf Long Island im US-Bundesstaat New York, erwarb Pierce 1948 einen Bachelor von der Harvard University. In seiner Studienzeit war er am 11. Oktober 1947 der erste afro-amerikanische American-Football-Spieler, der in den Südstaaten – noch in den Zeiten der Rassentrennung – an einer Universität für weiße Studenten antrat (siehe Geschichte der University of Virginia). Pierce diente in der US-amerikanischen Marine und wurde bis zum Commander (vergleichbar einem Fregattenkapitän) befördert.
1952 erwarb Pierce einen medizinischen Abschluss (MD) an der Harvard Medical School. 1966 bis 1967 untersuchte Pierce zusammen mit Jay T. Shurlay die Psychophysiologie von Männern in Schlaf- und Wachzustand vor, während und nach Aufenthalten an der Südpolstation. 1977 wurde Pierce der US-amerikanische Delegierte (der National Academy of Sciences) für die Working Group on Human Biology and Medicine des internationalen Scientific Committee on Antarctic Research. Pierce wurde außerdem Präsident des American Board of Psychiatry and Neurology (ABPN).
In den 1980er Jahren war Pierce Vorsitzender des Komitees für polare Biomedizin (Committee on Polar Biomedicine) des polaren Forschungsausschusses des nationalen Forschungsrats der USA (United States National Research Council).
Nach 28 Jahren Lehrtätigkeit ging Pierce im Frühjahr 1996 in den Ruhestand. 1997 wurde er in die American Academy of Arts and Sciences gewählt. Er war Senior-Psychiater am Massachusetts General Hospital in Boston (Massachusetts).
Pierce hat mehr als 180 Artikel, Reviews und Bücher veröffentlicht. Seine Forschungsthemen waren vor allem extreme Umweltbedingungen – vor allem medizinische Forschung in polaren oder generell kalten Gegenden –, ferner Medien- und Sportmedizin sowie Rassismus. In der Auseinandersetzung mit dem Thema Rassismus führte Pierce die Konzepte Mikro-Aggression und Mikro-Traumata ein und sprach von Rassismus als einem Umweltschadstoff (environmental pollutant).
Pierce war außerdem Seniorberater für das Friedenscorps, nationaler Berater des Generalarztes der US-Luftstreitkräfte (Surgeon General of the United States Air Force) wie auch Berater für pädagogische Kinder-Fernsehsendungen Sesamstraße und The Electric Company.

## Auszeichnungen
Pierce war Träger verschiedener Auszeichnungen, darunter der Special Recognition Award der US-amerikanischen National Medical Association (einer Organisation schwarzer Ärzte in den USA) und die Berufung zum Ehrenmitglied des königlichen australischen und neuseeländischen College der Psychiater (Honorary Fellow of the Royal Australian and New Zealand College of Psychiatrists) und "Ehrenmitglied des britischen königlichen College der Psychiater (British Royal College of Psychiatrists). Außerdem hielt Pierce Ehrendoktortitel vom Londoner Westfield College und der Tufts University.
Nach Chester Pierce benannt wurden ein Stipendium für schwarze Medizinstudenten, die sich für Forschung interessieren, (Chester Pierce Scholars der Psychiatrieabteilung der National Medical Association) sowie der antarktische Pierce Peak. Pierce gewann außerdem in den USA und im Ausland Preise für Filmproduktionen.

## Zitat
Vor allem in konservativ religiösen Kreisen in den USA wird von Chester Pierce das folgende Zitat angeführt, in leicht abweichenden Versionen:
Every child in America entering school at the age of five is insane because he comes to school with certain allegiances toward our founding fathers, toward his parents, toward a belief in a supernatural being... It’s up to you, teachers, to make all of these sick children well by creating the international children of the future.
(1972 in der Grundsatzrede an die Association for Childhood Education International vor ca. 1000 Lehrern in Denver)